# Pamiat Merkouria (croiseur, 1902)
Pour les autres navires du même nom, voir Pamiat Merkouria.
Le Souvenir de Mercure ou Mémoire de Mercure (en russe : Память Меркурия, Pamiat Merkouria) est un croiseur protégé de la classe Bogatyr de la Marine impériale russe, construit en 1901-1902.
Ses sister-ships sont l’Otchakov et l’Oleg.

## Histoire
Le ministère de la Marine ordonne sa construction qui se déroule en 1901-1902 au chantier naval de Nikolaïev sur la mer Noire. Il est mis à l’eau le 20 mai 1902 et armé en 1905 sous le nom de Kagoul. Cependant à cause de la confusion avec le navire du même nom, l’ancien Otchakov, rebaptisé Kagoul en 1907 (à cause des mauvais souvenirs de la révolution de 1905), le navire prend le nom de Pamiat Merkouria (Souvenir de Mercure), la même année.
Il est à quai à Sébastopol du 6 janvier 1913 au 1er mai 1914 pour des travaux de fond.

### Service pendant la Première Guerre mondiale

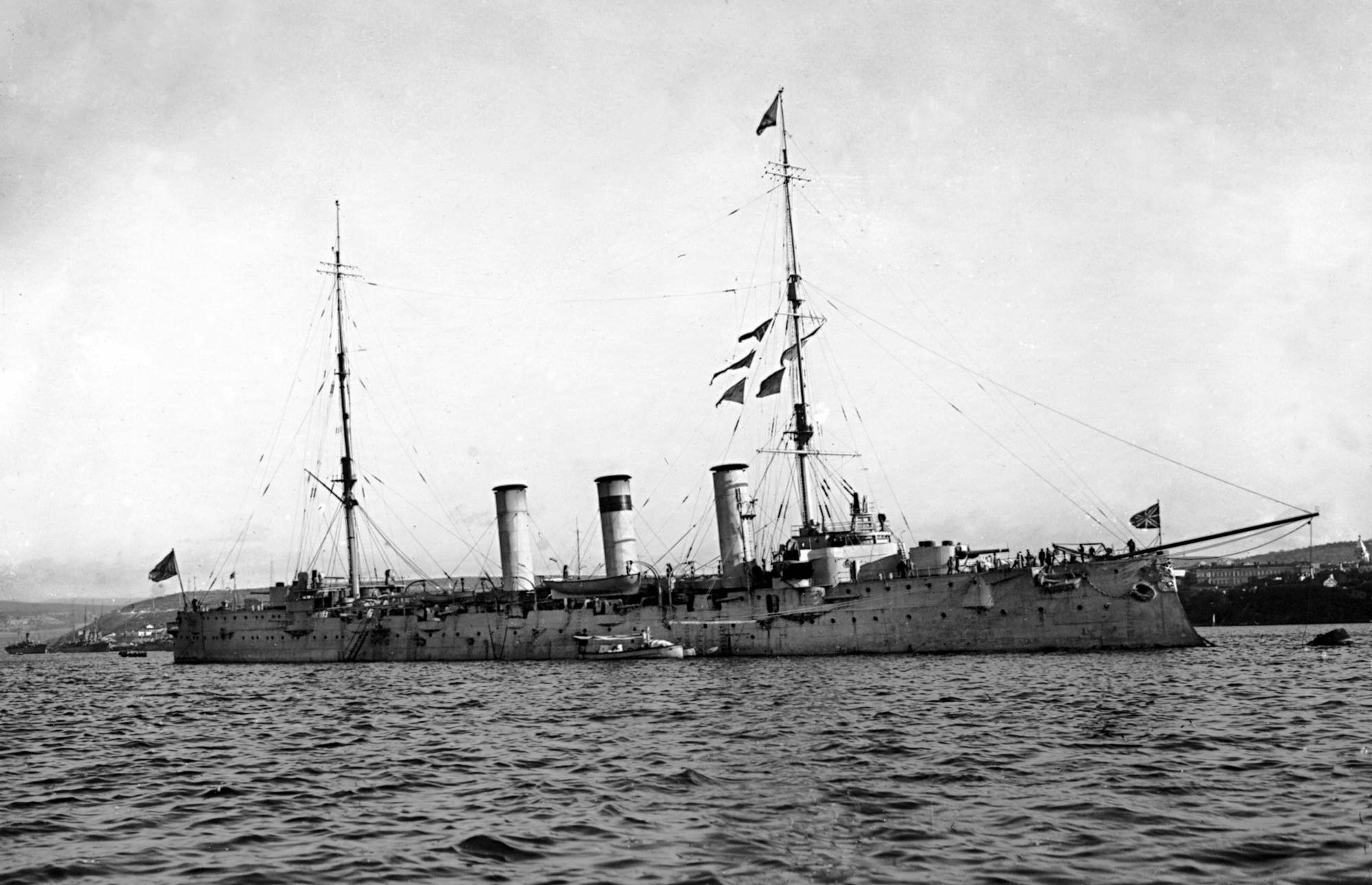
Le Souvenir de Mercure en 1914

Le croiseur navigue en mer Noire pour la défense des côtes et participe au blocus de la Turquie, alliée de l’Empire allemand.
C’est en escortant cinq pré-Dreadnoughts au large du cap Sarytch que le Souvenir du Mercure rencontre les croiseurs allemands SMS Goeben (sous pavillon turc et renommé Yavuz Sultan) et SMS Breslau (sous pavillon turc et renommé Midili), le 18 novembre 1914. Ces derniers dévient rapidement de leur course après qu’une casemate (15 cm) du SMS Goeben a été touchée, provoquant un début d’incendie.
Le Souvenir de Mercure et le Kagoul rencontrent de nouveau à deux reprises le SMS Breslau en janvier 1915, accompagné du croiseur turc Harnidye, mais ces derniers s’échappent et il n’y a aucun dommage de part et d’autre. 

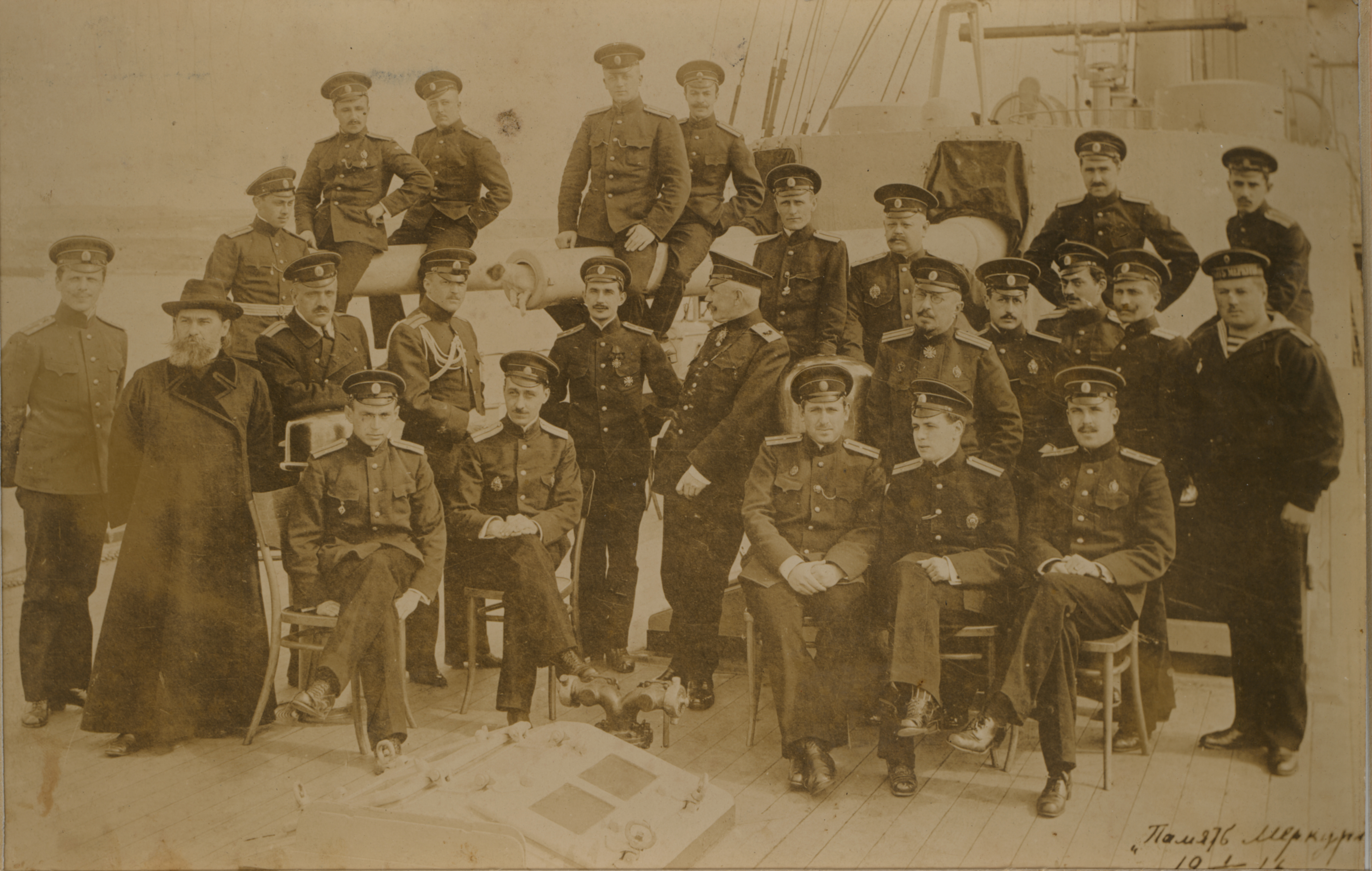
Officier du Pamiat vers 1915 1916, sur la droite, derrière les personnes assises le commandant Mykhaïlo Ostrogradskyi, de trois-quarts au centre le Andreï Pokrovskiï.

La flotte de la mer Noire bombarde, le 10 mai 1915, les fortins turco-allemands du Bosphore. Le Souvenir de Mercure est repéré par le SMS Goeben (sous pavillon turc) de retour d’une patrouille au large d’Eregli à 115 miles (185 km) à l’est du Bosphore. Le croiseur allemand se lance à ses trousses, tandis que le croiseur russe se tourne à toute vitesse pour se diriger vers lui et atteindre le corps du bâtiment. Les pré-Dreadnoughts russes atteignent le navire allemand à trois reprises qui se dégage de la bataille profitant de sa vitesse plus importante. Le croiseur russe n’est pas atteint.
Lorsque le Souvenir de Mercure  est arrêté pour remise en état, de décembre 1916 à avril 1917, (après la révolution de Février), il est équipé de seize canons de 130 mm, au lieu des six précédents de 152 mm. Le navire est posté en face de Constanza en Roumanie le 1er novembre 1917, pour détruire le dépôt d’essence du port, qui était en possession des Allemands qui occupaient la ville. Toutefois une fausse alerte sous-marine oblige le Souvenir de Mercure à partir sans même avoir tiré. Il retourne sur place trois jours plus tard et cette fois-ci détruit quinze des trente-sept réservoirs.

### Guerre civile

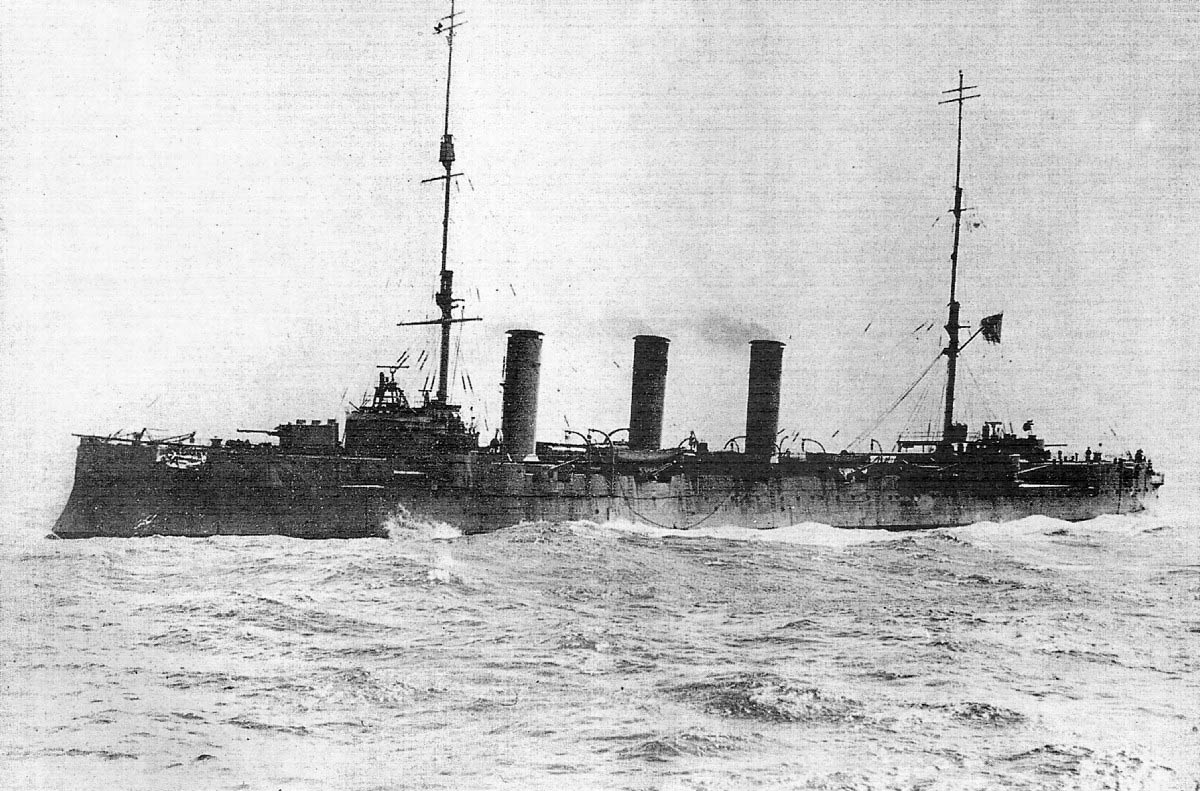
Vue du Souvenir de Mercure

Le drapeau ukrainien est hissé sur le navire en novembre 1917, plusieurs semaines après la révolution d'Octobre, et sera remplacé par le drapeau rouge en février 1918.
Les Allemands capturent le croiseur, le 1er mai 1918, alors que la Russie soviétique s’était désengagée de la guerre à Brest-Litovsk, mais elle devait lutter contre les armées anti-bolchéviques luttant aux marges de l’ancien Empire pour leur indépendance, le plus souvent soutenues par les Allemands. Ces derniers soutiennent et mettent en place l’Hetmanat d’Ukraine à qui ils remettent le navire qui est rebaptisé par les factions ukrainiennes, l’Ivan Mazeppa, mais cinq mois plus tard, il est capturé par les armées russes blanches restées vainement fidèles à l’esprit de l’alliance avec les puissances occidentales. Il est désarmé en février 1919 lorsque les Bolchéviques prennent temporairement contrôle du sud de la Russie, et démantelé sur ordre des Britanniques en avril 1919. Les Blancs finissent par quitter la Crimée en novembre 1920 et le navire tombe aux mains des Soviets. Il reste à quai en réparation et l’on se sert du matériel de ses sister-ships, en bien plus mauvais état et sacrifiées.
Le croiseur est rebaptisé Komintern, après la réunion du Komintern du 31 décembre 1922 et sert de navire-école à partir de 1930. Le futur amiral Ivan Goloubev-Monatkine y a servi comme officier de quart au milieu des années 1920.

### Seconde Guerre mondiale
En compagnie des croiseurs Krasny Kavkaz, Chervona Ukraina et d'un certain nombre de destroyers, le Komintern est chargé d'établir un barrage de mine défensif pour protéger la base de la flotte de la mer Noire à Sébastopol le 22 juin 1941. Le 8 août 1941, en compagnie des destroyers Nezamozhinsk et Shaumyan, il coopère avec l'armée côtière et passe une grande partie du mois suivant à bombarder les positions roumaines et les défenses côtières. Pendant le siège d'Odessa, il escorte un certain nombre de convois vers et depuis la ville assiégée. Pendant la campagne de Crimée, le Komintern livre des vivres à la 44e armée à Théodosie le 1er janvier 1942 et transporte des troupes et vivres à Sébastopol pendant les prochains mois.
Le navire est gravement endommagé par une attaque aérienne allemande le 11 mars, mais parvient à continuer sa mission par ses propres moyens. Cependant, il est de nouveau attaqué à Novorossiïsk par le I. Gruppe du Kampfgeschwader 76 le 2 juillet 1942 et doit rejoindre Poti peu de temps après. Alors à l'ancrage dans le port dans l'attente de réparations, le croiseur subit une nouvelle fois un bombardement allemand le 16 juillet 1942 à la suite duquel il est jugé non réparable. Désarmé en août — septembre 1942, ses canons équiperont notamment des batteries de défense côtière à Touapsé. 
Sombré en eaux peu profondes quelque temps après, la coque est renflouée dans la foulée et le 10 octobre, l'épave est remorquée jusqu'à l'embouchure de la rivière Khobi, juste au nord de Poti, puis coulée pour servir de brise-lames,. Le navire est renfloué et démoli en 1958.

## Notes

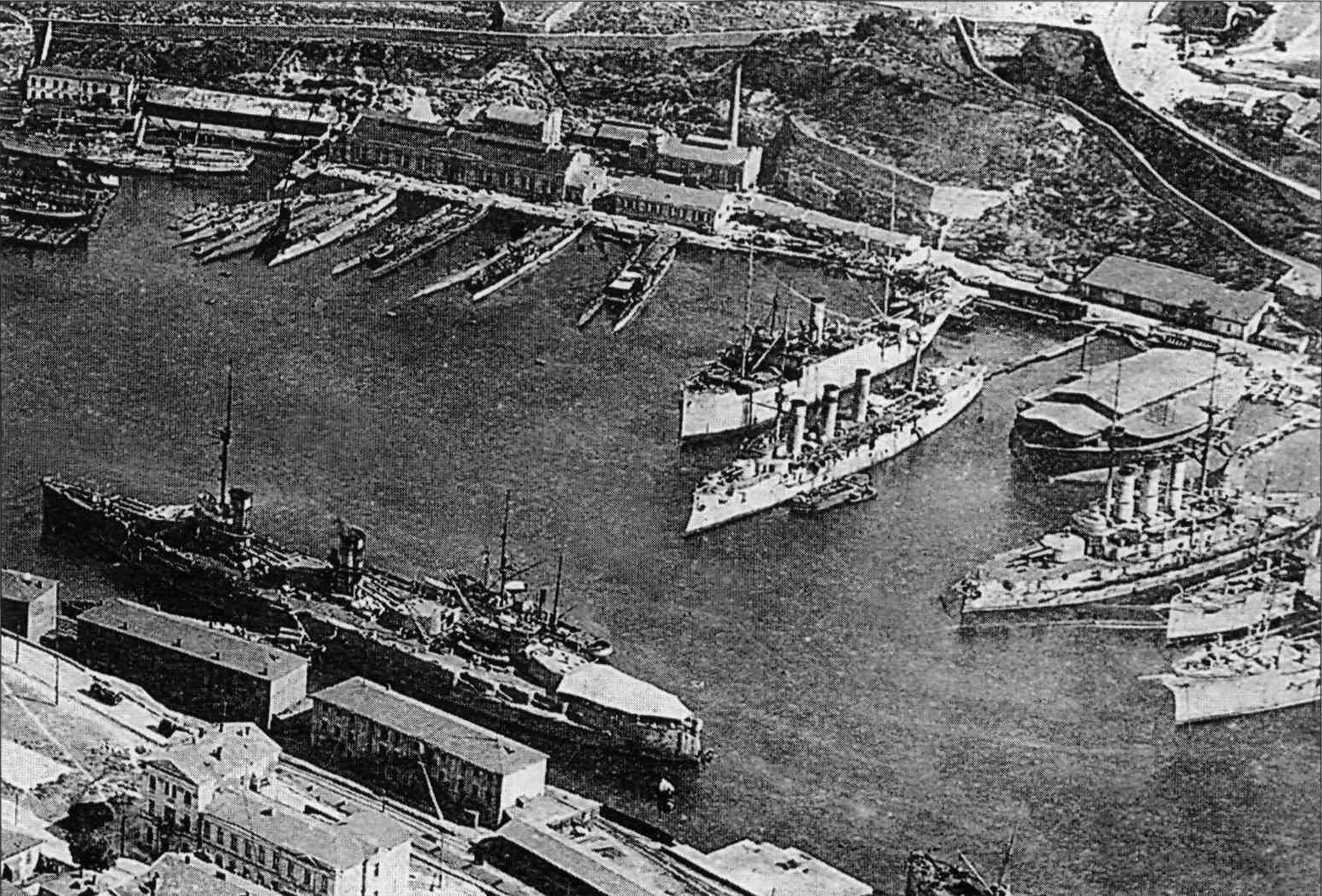
Le Souvenir du Mercure à quai à Sébastopol le 25 août 1918, reconnaissable à ses trois cheminées à côté de l’ancien yacht impérial Livadia